# Lethe kuantungensis
Lethe kuantungensis är en fjärilsart som beskrevs av Clayton Dissinger Mell 1923. Lethe kuantungensis ingår i släktet Lethe och familjen praktfjärilar. Inga underarter finns listade i Catalogue of Life.